# Пономаренко Василь Микитович
Василь Микитович Пономаренко (22 березня 1907, село Макарівка Катеринославської губернії, тепер Широківського району Дніпропетровської області — ?) — український радянський партійний та господарський діяч. Кандидат у члени ЦК КП(б)У в 1949—1952 роках. Депутат Верховної Ради СРСР 2—3-го скликань.

## Біографія
Народився у багатодітній родині. Батьки працювали на залізниці: батько — ремонтним робітником, а мати — переїзним сторожем. У 1920 році, при наділенні безземельних та малоземельних селян землею, батько отримав на дев'ять чоловік родини 14 гектарів землі та почав займатися сільським господарством. У 1929 році родина вступила до колгоспу «Червона зірка» Криворізького району.
У 1914—1918 роках — учень початкової школи. У 1918—1925 роках — навчався у старшій школі і одночасно працював у батьковому господарстві.
У травні 1925 — березні 1927 року — секретар сільської ради села Зелена Балка Криворізького району. У березні — червні 1927 року — районний статистик Криворізького району. У червні 1927 — березні 1929 року — секретар фінансово-податкової частини виконавчого комітету Криворізької районної ради.
У березні 1929 — березні 1930 року — відповідальний секретар виконавчого комітету Криворізької районної ради.
У березні 1930 — квітні 1934 року — відповідальний секретар виконавчого комітету Нікопольської районної ради Дніпропетровської області.
Член ВКП(б) з листопада 1931 року.
У квітні 1934 — червні 1937 року — завідувач Куйбишевського районного фінансового відділу Дніпропетровської області.
Одночасно у вересні — листопаді 1935 року — слухач курсів завідувачів міських та районних фінансових відділів при Ленінградській фінансовій академії. У 1935—1937 роках — студент Всеукраїнського заочного інституту масово-політичної освіти.
7 червня 1937 — 25 січня 1939 року — заступник завідувача Дніпропетровського обласного фінансового відділу.
25 січня 1939 — 7 січня 1940 року — заступник завідувача Запорізького обласного фінансового відділу.
7 січня 1940 — 4 жовтня 1941 року — 1-й заступник голови виконавчого комітету Запорізької обласної ради депутатів трудящих. Після початку німецько-радянської війни у 1941 році керував евакуацією сільського господарства Запорізької області. З жовтня по грудень 1941 року знаходився в резерві ЦК КП(б)У при Військовій раді Південного фронту.
З грудня 1941 року — у Червоній армії, учасник німецько-радянської війни. У січні — серпні 1942 року — начальник оперативної групи Військової ради 56-ї армії. У серпні — грудні 1942 року — старший інструктор з партійної роботи і заступник начальника політичного відділу тилових частин 56 армії Північно-Кавказького фронту. У грудні 1942 — липні 1943 року — заступник начальника політичного відділу 328-ї стрілецької дивізії.
У жовтні 1943 — березні 1944 року — 1-й заступник голови виконавчого комітету Запорізької обласної ради депутатів трудящих.
20 березня 1944 — 22 квітня 1950 року — голова виконавчого комітету Запорізької обласної ради депутатів трудящих.
У квітні 1950 — березні 1951 року — слухач однорічної школи підготовки та перепідготовки партійних та радянських працівників при ЦК ВКП(б) у Москві.
14 березня 1951 — 10 вересня 1952 року — голова виконавчого комітету Запорізької обласної ради депутатів трудящих.
Постановою Політбюро КП(б)У від 24 квітня 1952 року «за відсутність контрою та неприйняття мір щодо своєчасного збирання бавовни, що призвело до великих втрат» Пономаренку винесено сувору догану із попередженням та занесенням до облікової картки (знята Постановою ЦК КП(б)У від 30 серпня 1952 року), а 10 вересня 1952 року звільнений з посади голови облвиконкому «за серйозні недоліки».
На 1954—1960 роки — заступник голови виконавчого комітету Ровенської обласної ради депутатів трудящих.
Подальша доля невідома.

## Родина
Одружений. Мав сина та доньку.

## Звання
- капітан
- майор

## Нагороди
- два ордени Трудового Червоного Прапора (2.12.1947, 26.02.1958)
- орден Вітчизняної війни 1-го ст. (1.02.1945)
- орден Червоної Зірки (22.02.1943)
- медаль «За оборону Кавказу»
- медаль «За перемогу над Німеччиною у Великій Вітчизняній війні 1941—1945 рр.» (1945)
- медаль «За доблесну працю у Великій Вітчизняній війні 1941—1945 рр.»
- медаль «За відбудову підприємств чорної металургії Півдня»
- значок «Почесний дорожник»